# Bovanj
Bovanj (Servisch cyrillisch Бовањ) is een plaats in de Servische gemeente Tutin. De plaats telt 29 inwoners (2002).